# Prykolotne
Prykolotne (ukrainisch Приколотне; russisch Приколотное Prikolotnoje) ist eine Siedlung städtischen Typs im Nordosten der Ukraine mit etwa 2600 Einwohnern.

## Geographie
Die Ortschaft liegt am Flüsschen Chotimlja (Хотімля) in der Oblast Charkiw im Rajon Kupjansk, etwa 12 Kilometer nördlich der ehemaligen Rajonshauptstadt Welykyj Burluk und 82 Kilometer östlich der Oblasthauptstadt Charkiw. Die Grenze zu Russland verläuft etwa 20 Kilometer nordöstlich, westlich gelegen ist der Stausee Prykolotne.
Durch den Ort führt die Bahnstrecke Sumy–Horliwka.

## Geschichte
Der Ort wurde 1898 als Bahnhofssiedlung Sadonska (Задонська) gegründet, 1901 in Prikolotne umbenannt und 1957 zu einer Siedlung städtischen Typs ernannt.
Im Verlauf des Ukrainekrieges wurde der Ort im Februar 2022 durch russische Truppen besetzt, im Zuge der Ukrainische Gegenoffensive in der Ostukraine kam der Ort am 11. September 2022 wieder unter ukrainische Kontrolle.

## Verwaltungsgliederung
Am 12. Juni 2020 wurde die Siedlung ein Teil der Landgemeinde Wilchuwatka im Rajon Welykyj Burluk; bis dahin bildete es zusammen mit dem Dorf Hohyne (Гогине) die Siedlungsratsgemeinde Prykolotne (Приколотнянська селищна рада/Prykolotnjanska selyschtschna rada) im Norden des Rajons Welykyj Burluk.
Am 17. Juli 2020 kam es im Zuge einer großen Rajonsreform zum Anschluss des Rajonsgebietes an den Rajon Kupjansk.

## Söhne und Töchter des Ortes
- Konstantin Fjodorowitsch Olschanski (1915–1944), sowjetischer Marineinfanterist